# 1906
1906 (MCMVI) je bilo navadno leto, ki se je po gregorijanskem koledarju začelo na ponedeljek.

## Dogodki
- 31. januar - močan potres pred obalo Ekvadorja v Tihem oceanu sproži cunami, ki opustoši obalne predele Ekvadorja in Kolumbije ter zahteva več kot 500 žrtev.
- 10. marec - zaradi eksplozije prahu v premogovniku blizu mesta Lens v severni Franciji umre več kot 1500 rudarjev.
- 15. marec - ustanovitev podjetja Rolls-Royce Ltd.
- 7. april - izbruh Vezuva opustoši mesto Neapelj.
- 7. junij - v glasgowski ladjedelnici je splovljena RMS Lusitania.
- 26. junij - v Le Mansu poteka prva avtomobilistična dirka za Veliko nagrado, Velika nagrada Francije.
- 12. julij - Alfred Dreyfus je oproščen obtožb in 21. julija ponovno sprejet v vojaško službo, s čimer se konča afera Dreyfus.
- 16. avgust - v katastrofalnem potresu v Valparaísu (Čile) umre več kot 20.000 ljudi.
- 20. september - v glasgowski ladjedelnici je splovljena RMS Mauretania
- 1. oktober - Finska (takrat Veliko finsko vojvodstvo) kot prva država uvede univerzalno volilno pravico in omogoči voljenje ženskam.
- 3. november - SOS je sprejet kot univerzalni mednarodni znak za stisko.
- 22. november - ruski premier Peter Stolipin uvede obsežne agrarne reforme, s katerimi želi ustvariti razred malih posestnikov med kmeti.
- 2. december - v uporabo je predana bojna ladja HMS Dreadnought, ki predstavlja prelomnico v gradnji bojnih ladij.

## Rojstva
- 1. januar - Giovanni D'Anzi, italijanski skladatelj († 1974)
- 3. januar - William Wilson Morgan, ameriški astronom († 1994)
- 11. januar - Albert Hofmann, švicarski kemik († 2008)
- 12. januar - Emmanuel Levinas, francoski filozof in talmudist († 1995)
- 4. februar -
  - Dietrich Bonhoeffer, nemški protestantski pastor, teolog in borec proti nacizmu († 1945)
  - Clyde William Tombaugh, ameriški astronom († 1997)
- 16. marec - Francisco Ayala, španski pisatelj († 2009)
- 19. marec - Ludvik Starič, slovenski motociklistični dirkač († 1989)
- 31. marec - Šiničiro Tomonaga, japonski fizik, nobelovec († 1979)
- 13. april - Samuel Beckett, irski dramatik, nobelovec († 1989)
- 22. april - Princ Gustav Adolf, vojvoda Västerbottenski († 1947)
- 28. april - Kurt Gödel, avstrijsko-ameriški matematik, logik († 1978)
- 8. maj - Roberto Rosselini, italijanski filmski režiser († 1977)
- 12. maj - William Maurice Ewing, ameriški geofizik, oceanograf († 1974)
- 28. junij - Maria Goeppert-Mayer, nemška fizičarka, nobelovka († 1972)
- 2. julij - Hans Albrecht Bethe, nemško-ameriški fizik, nobelovec († 2005)
- 7. julij - Vilim Srećko Feller, hrvaško-ameriški matematik († 1970)
- 8. julij - Philip Johnson, ameriški arhitekt († 2005)
- 7. avgust - Henry Nelson Goodman, ameriški filozof († 1998)
- 25. avgust -  Eugen Gerstenmaier, nemški evangličanski teolog in poslovnež († 1986)
- 1. september - Eleanor Hibbert, angleška pisateljica († 1993)
- 25. september - Dmitrij Dimitrijevič Šostakovič, ruski skladatelj († 1975)
- 14. oktober - Hannah Arendt, ameriška filozofinja nemško-judovskega rodu († 1975)
- 9. december - Grace Hopper, ameriška pionirka računalništva († 1992)

## Smrti
- 3. februar - Lambert Einspieler, slovenski duhovnik, politik in organizator (* 1840)
- 27. februar - Samuel Pierpont Langley, ameriški astronom, fizik, izumitelj, letalski inženir (* 1834)
- 19. april - Pierre Curie, francoski fizik, nobelovec (* 1859)
- 23. maj - Henrik Ibsen, norveški dramatik (* 1828)
- 5. september - Ludwig Edward Boltzmann, avstrijski fizik, filozof (* 1844)
- 22. oktober - Paul Cézanne, francoski slikar (* 1839)
- 24. november - Simon Gregorčič, slovenski pesnik in duhovnik (* 1844)
- 7. december - Élie Ducommun, švicarski mirovnik, novinar, nobelovec (* 1833)

## Nobelove nagrade
- Fizika - Sir Joseph John Thomson
- Kemija - Henri Moissan
- Fiziologija ali medicina - Camillo Golgi, Santiago Ramón y Cajal
- Književnost - Giosuè Carducci
- Mir - Theodore Roosevelt